# Roodbroekwouw
De roodbroekwouw (Harpagus diodon) is een roofvogel uit de familie van de havikachtigen (Accipitridae).

## Verspreiding en leefgebied
Deze soort komt voor in het oostelijk Amazonebekken en zuidoostelijk Zuid-Amerika.